# Санта-Роза-Веллі (Каліфорнія)
Санта-Роза-Веллі (англ. Santa Rosa Valley) — переписна місцевість (CDP) в США, в окрузі Вентура штату Каліфорнія. Населення — 3312 особи (2020).

## Географія
Санта-Роза-Веллі розташована за координатами 34°14′44″ пн. ш. 118°54′9″ зх. д. / 34.24556° пн. ш. 118.90250° зх. д. (34.245431, -118.902375).  За даними Бюро перепису населення США в 2010 році переписна місцевість мала площу 17,77 км², уся площа — суходіл.

## Демографія
Згідно з переписом 2010 року, у переписній місцевості мешкали 3334 особи в 1113 домогосподарствах у складі 977 родин. Густота населення становила 188 осіб/км².  Було 1159 помешкань (65/км²).
Расовий склад населення:
| - 87,1 % — білих - 5,6 % — азіатів - 0,7 % — чорних або афроамериканців - 0,4 % — корінних американців - 0,1 % — вихідців з тихоокеанських островів - 3,1 % — осіб інших рас |

До двох чи більше рас належало 3,0 %. Частка іспаномовних становила 10,6 % від усіх жителів.
За віковим діапазоном населення розподілялося таким чином: 21,8 % — особи молодші 18 років, 63,3 % — особи у віці 18—64 років, 14,9 % — особи у віці 65 років та старші. Медіана віку мешканця становила 48,9 року. На 100 осіб жіночої статі у переписній місцевості припадало 96,2 чоловіків;  на 100 жінок у віці від 18 років та старших — 93,1 чоловіків також старших 18 років.
Середній дохід на одне домашнє господарство  становив 211 346 доларів США (медіана — 176 305), а середній дохід на одну сім'ю — 215 223 долари (медіана — 177 206). Медіана доходів становила 127 778 доларів для чоловіків та 93 317 доларів для жінок. За межею бідності перебувало 5,4 % осіб, у тому числі 10,0 % дітей у віці до 18 років та 4,7 % осіб у віці 65 років та старших.
Цивільне працевлаштоване населення становило 1642 особи. Основні галузі зайнятості: науковці, спеціалісти, менеджери — 26,3 %, освіта, охорона здоров'я та соціальна допомога — 24,9 %, фінанси, страхування та нерухомість — 14,7 %, виробництво — 8,2 %.